# Thomas Yvrande
Thomas Yvrande, né le 7 novembre 1984 à Chambéry, en Savoie, est un joueur français de basket-ball. Il évolue au poste d'ailier. Il est formé au centre de formation d'Aix Maurienne Savoie Basket.